# Antoni Patek
Antoni Norbert Patek herbu Prawdzic (ur. 14 czerwca 1811 lub 1812 w Piaskach Ziemiańskich lub  Piaskach Luterskich, zm. 1 marca 1877 w Genewie) – polski zegarmistrz, pionier przemysłowej produkcji zegarków, założyciel firmy Patek Philippe & Co. – pierwszej firmy w historii produkującej masowo zegarki kieszonkowe oraz jedne z najbardziej ekskluzywnych zegarków na świecie, działacz polityczny Wielkiej Emigracji.

## Życiorys
Urodził się w rodzinie szlacheckiej, jego rodzicami byli Anna z domu Piasecka i Joachim Patek herbu Prawdzic. Był wnukiem starosty lubelskiego Wacława Patka. Miał 10 lat gdy przeprowadził się z rodzicami do Warszawy. Gdy w 1827 r. zmarł mu ojciec, musiał podjąć pracę by zarobić na utrzymanie rodziny.
W następnym roku, w wieku lat 17, wstąpił do 1 Pułku Strzelców Konnych (oficerem tego pułku i jego późniejszym dowódcą był Franciszek Patek, prawdopodobnie brat przyrodni Antoniego). Gdy w 1830 r. wybuchło powstanie listopadowe Antoni Patek wziął w nim czynny udział. Był dwa razy ranny, dosłużył się stopnia podporucznika Jazdy Augustowskiej, a 3 października 1831 został odznaczony Krzyżem Złotym Orderu Virtuti Militari.
Po upadku powstania, w 1831 r. udał się do Prus, gdzie z polecenia gen. Józefa Bema zorganizował punkt etapowy dla emigrujących do Francji polskich powstańców. Później przeniósł się do Francji dołączając do grona Wielkiej Emigracji. We Francji pracował w drukarni jako zecer. Po jakimś czasie udał się do Szwajcarii i osiadł na stałe w Genewie, wówczas znaczącym ośrodku rzemiosła artystycznego. Tu początkowo Patek uczył się malarstwa, by potem skupić się na sztuce zegarmistrzowskiej. Zaczął od kupowania mechanizmów zegarków u sławnych genewskich mistrzów, których oprawę w ozdobne koperty zlecał następnie szwajcarskim jubilerom, grawerom, emalierom i miniaturzystom. W 1839 r. we wraz z innym polskim emigrantem Franciszkiem Czapkiem (z pochodzenia Czechem), otworzył manufakturę takich artystycznych zegarków wypuszczając małe serie.

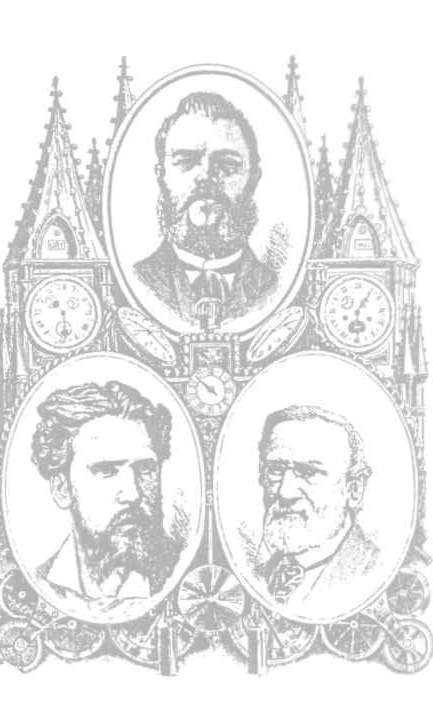
Grawiura dedykowana „Polskim zegarmistrzom w Genewie”, na górze: Antoni Patek, poniżej: Wincenty Gostkowski z bratem

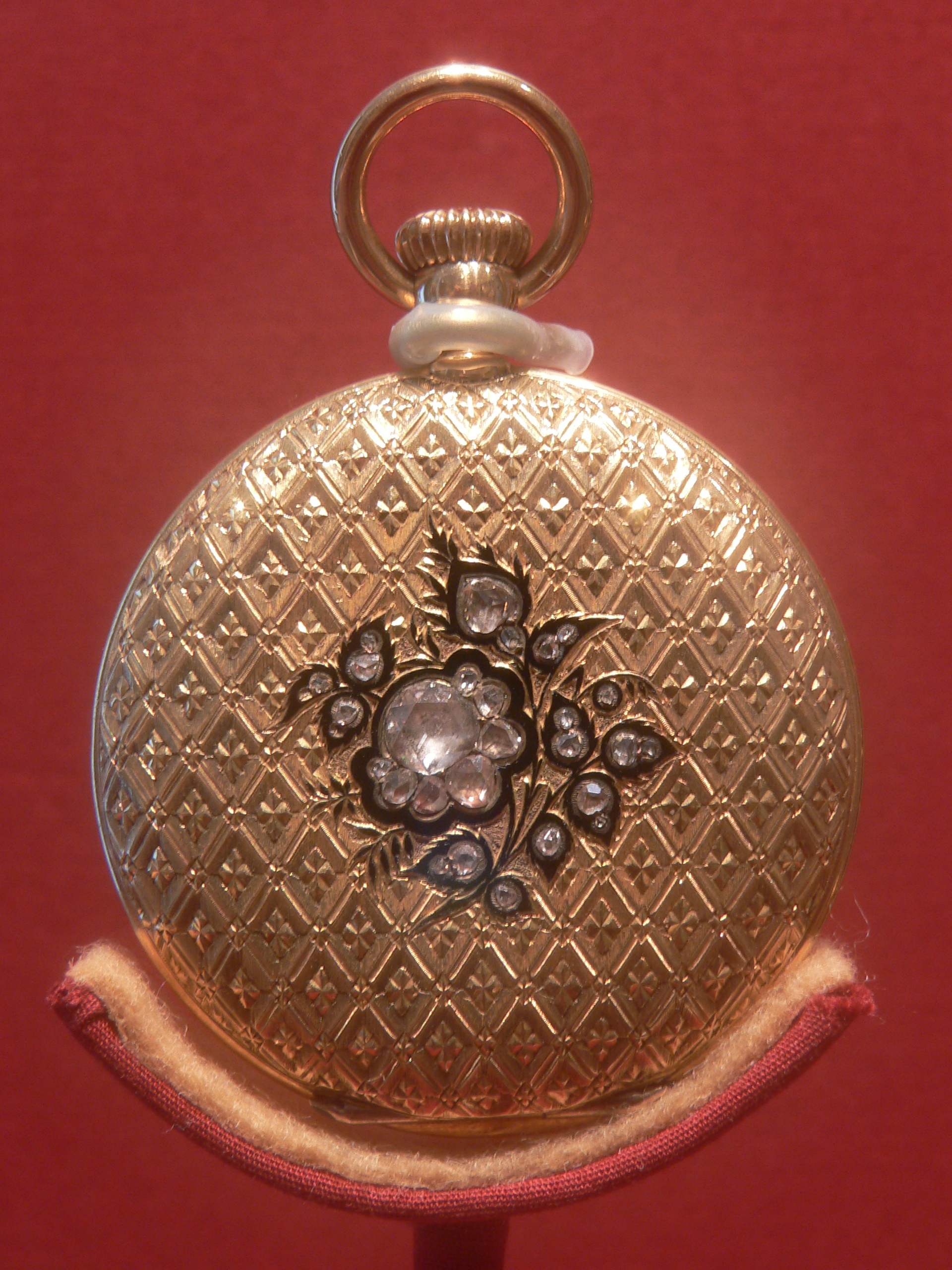
Ekskluzywny zegarek firmy Patek Philippe & Co

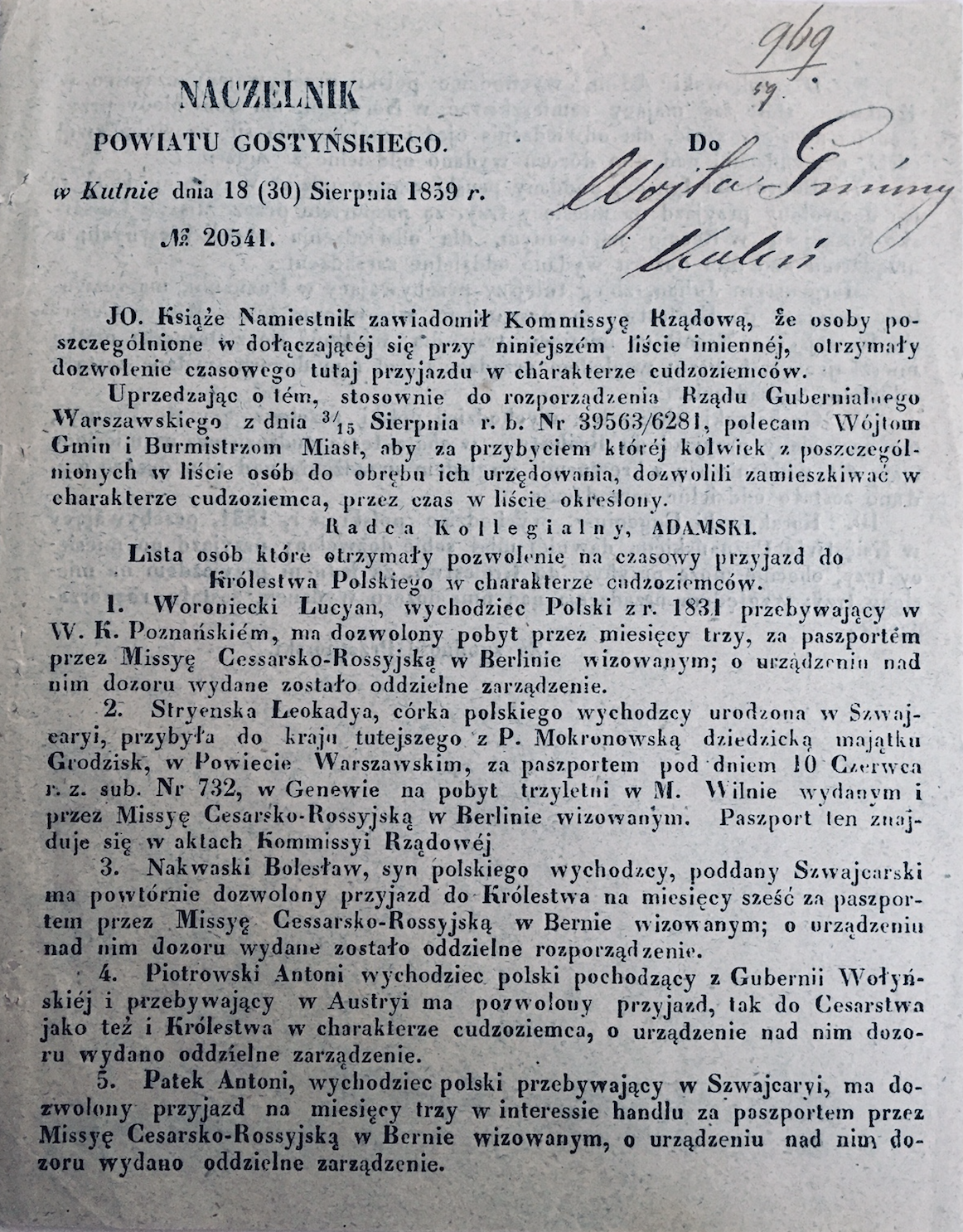
Dokument urzędowy z 1859 roku, zezwalający Antoniemu Patkowi na pobyt przez okres 3 miesięcy w Królestwie Polskim w charakterze cudzoziemca. Pozycja 5. O urządzeniu nad nim dozoru wydano oddzielne zarządzenie. Kolekcja prywatna – Warszawa.

Dzięki Czapkowi, Antoni Patek zaznajomił się z rodziną Moreau i poznał ich siostrzenicę, którą pojął za żonę. 10 lipca 1839 roku w Versoix, Antoni Patek poślubił Marie Adelaide Elisabeth Thomasine Dénizart, córkę francuskiego kupca Louisa Dénizart z Turynu i jego żony Marie Jeanne, z domu Devimes. Patkowie mieli troje dzieci. Pierwszy syn Bolesław Józef Aleksander Tomasz, urodził się 16 czerwca 1841 i zmarł 18 września tego samego roku. Kolejne dzieci przyszły na świat po długiej przerwie: syn, Leon Mieczysław Wincenty, 19 lipca 1857 roku oraz córka, Maria Jadwiga, 23 października 1859.
W 1844 r. podczas wystawy w Paryżu, gdzie firma Czapek-Patek prezentowała swoje wyroby, Antoni Patek poznał francuskiego zegarmistrza Adriena Philippe’a, który skonstruował mechanizm naciągowy z koronką, dzięki któremu nie potrzeba już było używać kluczyka do nakręcania zegarka. Gdy w 1845 wygasła umowa spółki Patek rozstał się z Czapkiem i założył własną firmę. Na stanowisku dyrektora technicznego zatrudnił w niej właśnie Philippe’a. Kapitał założycielski w wysokości 40 tys. franków, który umożliwił rozpoczęcie działalności spółki Patek-Phillippe zgromadził współpracownik Patka prawnik oraz przedsiębiorca Wincenty Gostkowski .
W 1851 r. spółka zmieniła nazwę na Patek Philippe, a jej współwłaściciele wyznaczyli sobie za cel produkcję zegarków pięknych i najlepszych na świecie. Zamierzenia udawało im się skutecznie realizować. W tym samym roku, 1851, na Wystawie Światowej w Londynie, ich zegarek zakupiła królowa Wiktoria, by nosić go jako broszkę przy sukni, firma otrzymała złoty medal. W latach następnych zdobyli kilkaset międzynarodowych nagród i szybko stali się ulubioną manufakturą światowej arystokracji.
W 1868 r. dla węgierskiej hrabiny Koscowicz firma Patek Philippe wykonała jeden z pierwszych na świecie zegarków na rękę.
Antoni N. Patek został wyróżniony tytułem hrabiowskim przez papieża Piusa IX. Choć na emigracji pozostał do końca życia, nie zaprzestał interesować się sprawami polskimi – wspierał wydarzenia Wiosny Ludów, opiekował się uchodźcami po klęsce powstania styczniowego i do końca swoich dni pozostał działaczem katolickim.
Po jego śmierci spółka kilkakrotnie zmieniała właścicieli. Od 1929 r. należy do rodziny Sternów.
Wśród znanych posiadaczy zegarków firmy Patek-Philippe byli królowa Wiktoria i książę Albert, Zygmunt Krasiński, Piotr Czajkowski, Lew Tołstoj, Maria Skłodowska-Curie, Albert Einstein, Niels Bohr, Pius IX, Leon XIII, Walt Disney, Josip Broz Tito, Józef Stalin i Duke Ellington.

## Upamiętnienia
Postać Antoniego Patka została upamiętniona:
- Poczta Polska, chcąc uczcić dokonania Polaków na świecie, wprowadziła w roku 2009 do obiegu cztery znaczki. Na znaczku o nominale 1,55 zł. przedstawiono podobiznę Antoniego Norberta Patka[17].
- Antoni Norbert Patek jest patronem Gimnazjum nr 1 w Piaskach w woj. lubelskim.
- Polskie Radio upamiętniło Antoniego Patka w audycji radiowej pt. „Słowo mistrza o patronie bezcennym” nadanej w programie pierwszym 19.02.2013[18]
- Antoni Norbert Patek jest patronem ulicy w Skórzewie, województwo poznańskie[19][20]
- 29 sierpnia 2021 roku w Piaskach Szlacheckich odsłonięto tablicę pamiątkową poświęconą Antoniemu Patkowi[21].